# Охотники (телесериал, 2016)
«Охотники» (англ. Hunters) — американский телевизионный сериал, премьера которого состоялась 11 апреля 2016 года на канале Syfy Universal. Съёмки прошли в Мельбурне, Австралия. Сюжет сериала основан на книге Уитли Стрибера «Alien Hunter».
8 июля 2016 года было объявлено о закрытии сериала после одного сезона.
Исполнительница главной женской роли Бритни Олдфорд была номинирована на премию «Golden Maple Awards 2016».

## Сюжет
У Флинна Кэролла при невыясненных обстоятельствах пропадает жена. Он входит в состав специального отряда по борьбе с терроризмом, чтобы противостоять тайной сети инопланетян-террористов на Земле.
В подвальном помещении мужчина сидит за столом, заставленном аппаратурой. Звучит музыка. В клетке сидят кролики. В еще одной клетке на боку, скорчившись, лежит голая женщина. Она руками зажимает уши. На руках кровь. Мужчина издает странные клекочущие звуки.
За 72 часа до этого. Заброшенный горно-обогатительный комбинат Коахила, Блю Спрингс, штата Колорадо. Клетки, за столом с аппаратурой сидит мужчина, звучит музыка. На площадке возле комбината приземляется вертолет со спецагентами. Раздается команда: приступаем к операции. Агенты Эллисон Риган, Риггс и Пейдж заходят в здание. Все чисто. Агенты разделяются, обследуют здание. Агент Риган говорит, что она что-то заметила, отделяется от партнеров, затем перестает отвечать на их вызовы. Гаснет свет. Риган, ты где? Молчание. Звучат выстрелы, на агентов кто-то нападает. Пейджу кто-то вырывает кадык. Риган и Бриггс удается застрелить нападавшего.
Балтимор, штат Мэриленд. Мужчина и женщина в постели занимаются сексом. Внезапно женщина прислушивается: я что-то слышала. Мужчина обращает в внимание на слуховой аппарат в ухе женщины: может быть, звук отсюда? Нет, внизу кто-то есть. Мужчина достает из ящика тумбочки пистолет и осторожно спускается вниз. Ты забыла закрыть окно? Нет. Это котенок. Какой милый. Выпусти его на улицу. Мы не можем подбирать всех бездомных зверушек. Флинн Кэрролл замечает стоящую в дверном проеме девушку. Это Эмм Досон, дочь его погибшего напарника. Девушка резко разворачивается и уходит. Я же не про нее… Извинись перед ней, –говорит мужу Эбби Кэрролл. Флинн поднимается наверх, заходит в спальню Эмм, пытается с ней объясниться, девушка требует, чтобы Флинн покинул ее комнату.
Руководителю ЭТГ (экзотеррористическая группа) в Вашингтоне, округ Колумбия, Трасу Джексону, докладывают результаты операции. Агент Пейдж убит. Значит, нужно объяснить близким необходимость его похорон в закрытом гробу. Признаков наркотиков не обнаружено. Но местечко жуткое. Это охотники. Захвачены три мобильных телефона, на них пришли одинаковые шифрованные сообщения. В них указана Эбби Кэрролл, 32 года, учительница музыки из Мэриленда.
Эбби провожает ученика и его мать, закрывает дверь в дом. Ей кажется, что на улице что-то промелькнуло. Она слышит странный клекот, оборачивается, видит мужчину. Тот хватает ее за горло, рассказывает что-то про Мэрилина Мэнсона, вырывает из уха женщины слуховой аппарат, бросает его на пол. Потом швыряет на пол Эбби, та умоляет незнакомца не причинять ей вреда. Тот вынимает пистолет странного вида, стреляет в женщину.
Возвращается Флинн. Он зовет жену, та не отвечает. Сверху спускается Эмм, говорит, что Эбби нет дома. Странно, ее машина на месте. Флинн заходит на кухню, обнаруживает на полу слуховой аппарат Эбби. Он звонит по телефону и сообщает о пропаже человека.
Прошло 48 часов. Флинн раздает волонтерам объявления о пропаже Эбби. Он говорит Эмм: мы ее найдем. Эмм говорит, что ей надо репетировать музыкальную пьесу, которую ей задала Эбби. К ее появлению я должна ее хорошо исполнять.
Патологоанатом докладывает Джексону результаты вскрытия тела, которое было доставлено из Коахилы. Выглядит как тело мужчины. Но внутри совсем не человеческий организм. Некоторые особенности его строения говорят о том, что существо сформировалось в условиях более мощной гравитации, чем земная. Тело повреждено выстрелом в лицо. Но это не стало причиной смерти, которая наступила в результате звукового удара в область черепа.
Риган в раздевалке смотрит на фотографию, висящую на внутренней стороне дверцы ее шкафчика. Там сняты она и Пейдж. Риган отправляется в спортивный зал, проводит ожесточенный боксерский поединок с мужчиной, с которым потом занимается сексом в душевой.
Флинна мучит кошмар, в котором он видит Эбби. На ее животе огромное пятно крови. Он просыпается, ищет в доме Эмм, находит ее в кладовке. Та гладит котенка при свете фонарика. Девушка говорит, что к ним приходили из полиции. Интересовались, какие отношения были у Флинна с женой: не обижал ли он ее? Флинн спрашивает девушку: Эбби делала что-то, о чем я не знал? Эмм рассказывает: как-то Эбби забрала ее из школы позже обычного, сказала, что ездила в музыкальный магазин. Она проверила навигатор, туда был введен совсем другой адрес.
Совещание в штаб-квартире ЭКГ в Вашингтоне. Эбби Кэрролл пропала через 24 часа после поступления кодированных сообщений на мобильники в Коахиле. Она – спящий агент? Или ни в чем не повинный человек? Ее муж – Флинн Кэрролл – бывший агент ФБР, имеет за плечами службу в Афганистане. В его отношении ведется служебное расследование. Федерал, будет совать нос не в свое дело. Бриггс докладывает Джексону о данных навигатора в машине Эбби.
Эмм играет на рояле. Прекращает игру, достает ножницы.
Флинн на такси приезжает к заброшенному дому, который был указан в навигаторе Эбби как финальная точка маршрута. Он достает пистолет, крадется к дому. Звонит его телефон. Это директриса школы, где учится Эмм. Она говорит о том, что девушка снова порезала себя. Флинн обещает заехать в школу. Он продолжает двигаться по направлению к дому. За ним из машины Риган и Бриггс. Они не предпринимают активных действий: шеф приказал им просто наблюдать за Флинном.
В помещении звучит музыка. Мужчина сидит за столом с аппаратурой, издает странный клекот. В одной клетке кролики, в другой скорчилась голая Эбби, зажимающая окровавленными руками уши. Флинн проникает в помещение. Никого нет. Он выключает музыку, двигается дальше, обнаруживает на полу окровавленную одежду Эбби. Продолжая поиски, он спускается в подвал. Там на него нападает незнакомец, он хватает Флинна за горло и поднимает его. Где моя жена? Ты ее больше не найдешь. В помещении виден еще один человек, скрывающий лицо под черным капюшоном. В подвал врывается Бриггс, раздается стрельба. Риган стреляет вслед существам в черных накидках, которые несутся, перескакивая по веткам деревьев. Бриггс говорит Флинну, что они на одной стороне. Можешь поговорить с нашим шефом. Они выходят из подвала, к Флинну подходит Джексон. Мы называем себя группа Один. Или Экозтеррористическая группа, ЭТГ. Мою жену похитили террористы? Но она простая учительница музыки! Вашу жену похитили необычные террористы. А какие? Засекречено. Отправляйтесь домой, отдохните.
Эммпривезла домой директор школы. Флинн вечером беседует с Эмм, говорит, что должен отдать ее в лечебный пансионат. Девушка устраивает Флинну истерику: ты же обещал отцу, это был твой напарник. Но потом она говорит, что сама не желает оставаться с Флинном. Тот отвозит Эмм в пансионат.
В дверь дома Флинна звонит Риган. Она вручает ему приглашение в ЭТГ.
Флинн в штаб-квартире ЭТГ. Джексон говорит ему, что он принят на службу вместо убитого Пейджа. Террористы, которыми мы занимаемся – не люди. Мы так и про мусульманских террористов говорили. Здесь не так. Джексон демонстрирует Флинну вскрытое тело существа, привезенного из Коахилы. Правительство США узнало об экзотеррористах (охотниках) в 2009 году. Откуда они – неизвестно. Но намерения у них недобрые.
Совещание в офисе ЭТГ. Террорист, который похитил Эбби Флинн – охотник № 7 Лайонел Маккарти, он называет себя ди-джеем тематического общества. Он может отправиться на Ближний Восток, где находится брат № 4, глава организации, Бен Ладен маленьких зеленых человечков. Но как он доберется дотуда? Он же не сможет пройти проверку в аэропорту, там рентген. Этого не потребуется. У него есть спящий агент в аэропорту Мэриленда, некто Рендал Славек, охранник. Он проведет его мимо детекторов. Его смена начинается через четыре часа. Нужно организовать засаду.
Бриггс знакомит Флинна с арсеналом, который используют агенты ЭТГ. Это акустические пистолеты, созданные на основе образцов, захваченных у охотников.
В аэропорту Риган и Флинн обнаруживают Маккарти. Его встречает Славек, проводит его через багажное отделение. Риган и Флинн преследуют террористов.
Для Джексона расшифровывают послание охотников, адресованное людям. В нем говорится, что охотники борются за правое дело. Они очень злы. Люди умоются кровью.
Флинн преследует Славека, он ранит его, хватает и под прицелом пистолета требует рассказать, где его жена. Тот говорит, что охотников не победить: нас много, и мы внутри. Где внутри? В ЭТГ. Риган встречается лицом к лицу с Маккарти. Они держат друг друга на прицеле, Маккарти предлагает Риган выстрелить в него. К Финну подбегает Бриггс: где Риган? Раздается выстрел. Флинн отвлекается от Славека, тот достает пистолет и стреляет себе в подбородок. Появляется Риган, она говорит, что Маккарти удалось бежать.
Маккарти отдает уличному торговцу игрушечную утку, которую он якобы нашел на улице. Заложенная в утке бомба взрывается. Погибает семь человек. Есть подозреваемый. Камеры видеонаблюдения показывают Маккарти.
Флинн и Риган тренируются: стреляют из специального оружия пришельцев. Флинн выясняет, что Риган – одна из охотников. Он говорит Джексону, что не желает работать с этим существом. Тот отвечает, что Риган долгое время работает в ЭТГ, и он ей полностью доверяет. А Маккарти, скорее всего, похитил его жену. Надо его найти.
Джулз, технический специалист ЭТГ, демонстрирует коллегам полученную от Маккарти запись. Тот вешается, потом оживает, перерезает петлю и выдвигает к ЭТГ требование: или ему возвращают тело Славека, или будут новые взрывы. Джексон советуется с руководительницей ЭТГ Финнерман: у нас есть шесть тел охотников, но впервые от них поступает требование о возврате. Она не намерена вести переговорыс террористами. Джексон напоминает Финнерман о случаях, когда с террористами приходилось договариваться. А что Маккарти предлагает взамен – не взрывать? Я с террористами не договариваюсь, тем более с пришельцами.
Флинн и Риган едут к вдове Славека. Может быть, она тоже охотник? Флинн интересуется у Риган, как можно выявить охотника? Та говорит, что это невозможно. Если тебя это интересует – гениталии у меня такие же, как у людей. Ну, да ты это и сам знаешь. Неправда, Эбби не одна из вас. Мы были женаты шесть лет, я бы понял.
Возле дома Славека в клетках сидят кролики. Флинн замечает: такие же были у Маккарти. Риган говорит, что охотники любят кроликов. Это их добыча, они не могут без охоты. Вдове Славека говорят, что ее муж был замешан в торговле наркотиками, при задержании набросился на спецагента, был парализован электрошокером и скончался от сердечного приступа. Почему мне его не показывают? Я ведь должна его опознать. Флинн дает вдове прослушать музыку с телефона, при помощи этой мелодии охотники передавали друг другу сообщения. Внезапно Риган встает и выходит из дома. Флинн выходит за ней. Что с тобой? Джессика Славек – охотник? Нет. И я это поняла с первого взгляда.
Маккарти склоняется над молодой женщиной, он берет из ее спины образец ткани, женщина кричит. Маккарти делает себе инъекцию.
Флинн приезжает к Эмм в пансионат. Та жалуется на то, как ее здесь кормят. Флинн показывает ей фото Маккарти, сделанное в аэропорту. Ты не видела этого человека? Ты же знаешь мой диагноз: я не различаю лиц, только отдельные фрагменты. Флинн дает Эмм прослушать мелодию с телефона. Слышала эту музыку? Эмм говорит, что слышала эту музыку в музыкальном магазине, куда они заходили с Эбби. Эта мелодия звучала из наушников, висящих на шее одного парня.
Риган рассказывает Джексону о том, что, когда она слышит мелодию, которую используют охотники, она что-то видит, у нее в голове возникают какие-то образы, почти как 3D. Возможно, это язык, на котором общаются охотники. Джулз высказывает предположение, что это похоже на то, как при помощи ультразвука общаются летучие мыши и дельфины.
Маккарти звонит Флинну. Он требует, чтобы тот привез ему тело Славека, иначе он уничтожит Эбби. Флинн приезжает к заброшенному зданию, где ему назначил встречу Маккарти. Он заходит внутрь. На него набрасывается Маккарти, выбивает из рук пистолет, сбивает на землю. Он говорит Флинну, что на самом деле ему не нужно тело. Он требует, чтобы Флинн рассказал, что ему известно об охотниках, что ему успел сказать перед смертью Славек. Флинн говорит: Славек рассказал, что у нас ваш крот. Ты говоришь ерунду, словно в полицейском сериале. Флинн требует вернуть ему жену. Маккарти предлагает пойти за ним. В одной из комнат он показывает Флинну на тело женщины, из спины которой он брал образец тканей. Та не подает признаков жизни. В здание врывается Риган, она борется с Маккарти, тот сбивает девушку с ног, прижимает к земле, целится в нее из пистолета, принюхивается к Риган, царапает участок высохшей кожи на ее руке. Затем Маккарти выстрелом из пистолета выбивает дверь и скрывается. В здание врываются оперативники. Риган снова упустила Маккарти. Флинн говорит, что мертвая женщина – не Эбби.
На совещании сотрудники ЭТГ приходят к выводу, что целью взрывов Маккарти стали музыкальные магазины, где охотники находили объекты для похищения. Риган определяет при помощи своих способностей по визуализации музыки охотников следующий магазин, который взорвет Маккарти. Туда отправляются Флинн, Риган и Бриггз. Флинн обнаруживает выходящую из магазина Джессику Славек. Та говорит, что только что установила в магазине бомбу. Она знала, что ее муж пришелец. Она не хочет, чтобы его тело резали, а потому согласилась исполнить просьбу Маккарти взорвать магазин. Пока Флинн разговаривает с Джессикой, Риган и Бриггс эвакуируют из магазина людей, затем Риган набрасывается на Флинна и сбивает его на землю. Раздается взрыв. Флинн уцелел. Риган одним ударом разрывает горло Джессики.
Риган говорит Джексону, что не может контролировать себя, ей чего-то не хватает, как будто она голодна. Она убила Джессику и получила от этого удовольствия. Риган просит об отдыхе. Джексон говорит, что она нужна ЭТГ.
Ночью Маккарти встречается с двумя существами в черных плащах.

## В ролях
- Натан Филлипс — Флинн Кэролл[6]
- Бритни Олдфорд — Эллисон Риган[7]
- Марк Коулз Смит — Бриггс
- Льюис Фитцжеральд — Трасс Джексон
- Сара Пирс — Финнерман
- Лаура Гордон — Эбби Кэролл
- Джулиан Макмэхон — Лайонел Маккарти[8]
- Дениз Акдениз — Мэто